# Batalla de Brumath
La batalla de Brumath, también llamada batalla de Brocomagus fue una de las muchas batallas libradas durante la campaña del césar Juliano contra las tribus germánicas de la Galia. Después de la Batalla de Reims, las fuerzas imperiales perseguían a diversos grupos de guerreros germánicos por toda la región. En los alrededores de Brocomagus (actualmente llamado Brumath, Francia), uno de ellos enfrentó las fuerzas de Juliano y fue derrotado. Aunque las bajas no han sido significativas, la derrota fue suficiente para interrumpir el ímpetu de los demás grupos en la región, restaurando parcialmente el orden.